# Elizabeta Kukić
Elizabeta Kukić (1. siječnja 1959.) je hrvatska kazališna, televizijska i filmska glumica.

## Nagrade i priznanja
- Prvomajska nagrada UDUH-a za ulogu Varvare u “Mandatu” N. Erdmana u izvedbi SK “Kerempuh” (1989.)
- Zlatni Lovorov Vijenac na MESS-u za ulogu Varvare u “Mandatu” N. Erdmana u izvedbi SK “Kerempuh” (1989.)
- Nagrada hrvatskog glumišta za glavnu žensku ulogu za ulogu Katine u predstavi “Katina Gvardijanka” B. i D, Lučića u izvedbi Kazališta “Komedija” (1998.)
- Nagrada “Fabijan Šovagović” na Festivalu glumca za ulogu Milice Šafranek u predstavi D. Kovačevića “Balkanski špijun” u izvedbi SK “Kerempuh” (2004.)
- Zlatni Smijeh na “Danima satire” za ulogu A. Ardonjak u predstavi I. Kušana “Čaruga” (1990.)
- Zlatni Vijenac Studija na “Danima satire” za ulogu u predstavi Z. Zeca “Pišem ti pismo da skupa više nismo” (1991.)
- Zlatni Smijeh – glavna ženska uloga na “Danima satire” za ulogu Laure u “Dundu Maroju” M. Držića (1993.)
- Zlatni Smijeh na “Danima satire”  za ulogu Suseda Ruže u predstavi F. Hadžića “Domoljubi, kak ste kaj?” (1996.)
- Zlatni Smijeh na “Danima satire”  za ulogu Katine u predstavi “Katina Gvardijanka” B. i D, Lučića u izvedbi Kazališta “Komedija” (1998.)
- Zlatni Smijeh na “Danima satire” za ulogu Frau Schneider u predstavi Masteroffa/Kandera/Ebba “Cabaret” (2001.)
- Zlatni Smijeh – glavna ženska uloga na “Danima satire” za ulogu Milice Šafranek u predstavi D. Kovačevića “Balkanski špijun” (2004.)
- Zlatni Smijehna “Danima satire” za ulogu u predstavi A. P. Čehova “Brak iz računa” (2007.)

## Filmografija

### Televizijske uloge
- "Prava žena" kao Ruža Bauer (2016. – 2017.)
- "Horvatovi" kao Karmen Fazekaš (2015. – 2016.)
- "Crno-bijeli svijet" kao Dunja Bertalan (2015. – 2021.)
- "Nemoj nikome reći" kao Teta Anka (2015.)
- "Periferija city" kao Fatima Fejanović (2010.)
- "Dome slatki dome" kao Marica (2010.)
- "Hitna 94" kao Alanova majka (2008.)
- "Luda kuća" kao gđa. Ljilja Francetić (2007.; 2010.)
- "Nad lipom 35" kao Bosiljka Picek (2006. – 2012.)
- "Bitange i princeze" kao Ruža Hrastek (2005.; 2007. – 2008.)
- "Veliki odmor" (2000.)
- "Inspektor Vinko" kao računovotkinja (1984.)

### Filmske uloge
- "Simon Magus" kao Zrinka Brnardić (2013.)
- "Slučajni prolaznik" (2012.)
- "Čovjek ispod stola" kao Ana (2009.)
- "Doktor ludosti" kao svadljiva gospođa (2003.)
- "Gospoda i drugovi" kao Mirjana (1987.)
- "Ambasador" kao Miki (1984.)
- "S.P.U.K." kao Koka (1983.)
- "Medeni mjesec" kao konobarica (1983.)

### Sinkronizacija
- "Simsala Grimm" (3. sezona) (2011.)
- "Istinite priče" (2006.)
- "Patoruzito" kao Baba Marta

## Vanjske poveznice
- Elizabeta Kukić u internetskoj bazi filmova IMDb-u (engl.)
- Stranica na Kazalište Kerempuh  Arhivirana inačica izvorne stranice od 11. lipnja 2007. (Wayback Machine)